# Orde van de Kostbare Drievoet
De Orde van de Kostbare Drievoet  werd op 15 mei 1929 door de Chinese president Chiang Kai-shek ingesteld als beloning voor het afslaan van een buitenlandse invasie of het herstellen van de rust en orde in het binnenland. Deze ridderorde kent negen graden.
De graden en versierselen van de Orde van de Kostbare Drievoet
- Speciaal Grootlint
- Grootlint
- Rood Grootlint
- Speciale Cravatte
- Cravatte
- Speciaal Rozet
- Rozet
- Speciaal lint
- Lint

| Batons van de Orde van de Kostbare Drievoet | Batons van de Orde van de Kostbare Drievoet | Batons van de Orde van de Kostbare Drievoet | Batons van de Orde van de Kostbare Drievoet | Batons van de Orde van de Kostbare Drievoet | Batons van de Orde van de Kostbare Drievoet | Batons van de Orde van de Kostbare Drievoet | Batons van de Orde van de Kostbare Drievoet | Batons van de Orde van de Kostbare Drievoet |
| ------------------------------------------- | ------------------------------------------- | ------------------------------------------- | ------------------------------------------- | ------------------------------------------- | ------------------------------------------- | ------------------------------------------- | ------------------------------------------- | ------------------------------------------- |
| Speciaal Grootlint                          | Grootlint                                   | Rood Grootlint                              | Speciale Cravatte                           | Cravatte                                    | Speciaal Rozet                              | Rozet                                       | Speciaal lint                               | Lint                                        |

## Gedecoreerden
- Douglas MacArthur
- Alexander von Falkenhausen
- Chiang Kai-shek
- Ernest King

## Toekomst
Toen in 1949 de verslagen Chinese regering naar Taiwan vluchtte bleef deze onderscheiding daar deel uitmaken van het decoratiestelsel van de Republiek China. De in Peking residerende regering van de Volksrepubliek China verleent deze onderscheiding niet. 